# Fernando Pimenta
Fernando Pimenta est un kayakiste portugais pratiquant la course en ligne, né le 13 août 1989 à Ponte de Lima.
En juillet 2024, il est nommé porte-drapeau de la délégation du Portugal aux Jeux olympiques d'été de 2024 en compagnie de l'athlète Ana Cabecinha.

## Palmarès

### Jeux olympiques
- Jeux olympiques d'été de 2012 à Londres
  -  Médaille d'argent en K-2 1 000 m
- Jeux olympiques d’été de 2020 à Tokyo 
  -  Médaille de bronze en K-1 1000 m

### Championnats du monde
- 2010 à Poznań
  -  Médaille d'argent en K-2 500 m

### Championnats d'Europe
- 2011 à Belgrade
  -  Médaille d'or en K-4 1 000 m
  -  Médaille de bronze en K-1 1 000 m
- 2010 à Trasona
  -  Médaille de bronze en K-2 500 m

### Jeux européens
- Jeux européens de 2023 à Cracovie
  -  Médaille d'argent en K-1 500 m